# عين لقصب (سيدي محمد لحمر)
عين لقصب هي إحدى مشيخات المملكة المغربية، تتبع جغرافيا لإقليم القنيطرة وإداريًا لسيدي محمد لحمر. يقدر عدد سكانها بـ 14542 نسمة حسب الإحصاء الرسمي للسكان والسكنى لسنة 2004.